# Джандуя (крем)
Крем „Джандуя“ (на италиански: Crema gianduia, Crema gianduja) е крем за мазане, получен от родения през 19 век в Торино (Северна Италия) едноименен шоколад.
Основните съставки, необходими за придаване на характерния вкус на крема, са какао и лешникова паста; но историческата рецепта, както и по-разпространената, предвижда и добавяне на мляко. В промишленото производство е обичайно млякото да бъде на прах и част от лешниците или техния най-мазен компонент да се заменят с по-евтини мазнини като палмово или слънчогледово масло, или с мазнини, които винаги са различни от тези на лешниците, но все пак са по-ценни, като какаовото масло например.

## Производители

### В Италия
Производителите на Крем „Джандуя“ са разпространени по целия свят. В Италия има много продукти, които са или са били на пазара, сред които:
- Крема „Нови" (Crema Novi), на Нови
- Ночолата (Nocciolata) на Ригони ди Азиаго
- Ерго Спалма (Ergo Spalma) на Плазмон (линия за деца).
- Долчекрема Козимар (Dolcecrema Cosimar) на Козимар
- Чао Крем (Ciao Crem) на Стар
- Дженуита (Genuita) на Мота
- Джандуя 1865 (Gianduia 1865) на Кафарел
- Нутела (Nutella) на Фереро
- Нуткао (Nutkao) на едноименната компания
- Линдт Крийм (Lindt Cream) на Линдт
- Кремита (Cremita) на Барцети
- Нутри (Nutri) на Перниготи
- Фиор ди ночола (Fior di nocciola) на Гандола
- Долкрем (DolCrem) на Сокадо
- Чоковела (Ciocovela) на белгийската компания Вандер

В днешно време множество дискаунтъри в Италия предлагат кремове за намазване, някои от които във формат „двуцветен“.

### По света
В световен мащаб други марки се радват на голям успех, сред които:
- Меренда (Merenda) в Гърция: името е взето от оригиналния италиански, за да обозначава лека закуска
- Носила (Nocilla) в Испания, доминиращ продукт на иберийския пазар
- Нудоси (Nudossi) в Източна Германия: немски продукт, който все още се продава в източните провинции, но е почти неизвестен на Запад
- Милки Уей (Milky Way) в Съединените щати, двуцветен кафяв и бял крем за намазване, с вкус на лешник и шоколад, произведен от Марс
- Алпела (Alpella) в Турция, произведен от турския хранителен гигант Ülker
- Суийт Уилям (Sweet William) в Австралия, крем за мазане без млечни продукти и лешници
- Шоконута (Choconutta) и Хейзъла (Hazella) в Канада
- Бискошок (Biscochoc) в Нова Каледония
- Крънчи Крийм (Krunchy Cream) в Швейцария: крем, съдържащ хрупкави частици